# トム・スクータック
トム・スクータック（Tom Szkutak）はAmazon.comの元最高財務責任者(CFO) ・元上級副社長。General Electricでの20年の勤務の後、2002年10月にアマゾンに入社した。2014年9月3日、スクータックが他の関心事を追い求める事や家族との時間をより多く過ごすために2015年6月をもってアマゾンを退職すると発表され、2015年後期に彼の役職はBrian Olsavskyに引き継がれた。
アマゾンに入社する前はスクータックはGEライティングのＣFOだった。CFOに就任する前はスクータックはGEプラスチックのヨーロッパ、中東、アフリカ、とインド向けの金融業務を監督していた。加えて彼はコネチカット州スタンフォードのGE Investments(現在のGE Asset Management)で財務担当上級副社長を務めていた。
スクータックはボストン大学を優等な成績（マグナ・カム・ロード）で卒業し、経営管理の理学士号を取得した。

## 賞と認定
2013年にExecRepsはスクータックをトップ級の財務担当者リストの中でトップのCFOとして位置づけた。